# Concert for George (álbum)
Concert for George es un álbum tributo a George Harrison en directo, publicado en 2003 de forma simultánea a la edición de un DVD con el mismo nombre. Con las canciones de Harrison interpretadas por un buen número de amigos y músicos, Concert for George es considerado una oportuna celebración de la vida y música de George Harrison.
Grabado en el Royal Albert Hall de Londres el 29 de noviembre de 2002, un año después de su fallecimiento, el concierto incorpora un abundante número de talentos amigos de Harrison. Eric Clapton, uno de los amigos más cercanos a él, fue el encargado de dirigir el concierto, comenzando por una opertura de música india llevada a cabo por la hija de Ravi Shankar, Anoushka Shankar, y siguiendo por un concierto conformado por las composiciones más notables de la carrera musical de Harrison interpretadas por un considerable número de músicos, entre los que figuran Jeff Lynne, Gary Brooker, Joe Brown, Tom Petty & the Heartbreakers, Billy Preston, Paul McCartney y Ringo Starr.
Concert for George fue publicado en noviembre de 2003, coincidiendo con el segundo aniversario del fallecimiento de Harrison, y fue bien recibido por el público, si bien sólo alcanzó el puesto #97 en las listas de éxitos estadounidenses. En 2005, la versión en DVD del concierto se alzó con el Grammy al Mejor video musical de Larga Duración. El DVD contiene material adicional que incluye las canciones "Sit On My Face" y "The Lumberjack Song" interpretadas por los Monty Python como interludio entre ambas partes del concierto, así como la canción "Horse To The Water", con Jools Holland y Sam Brown. El primer DVD contiene el concierto completo y el segundo la versión teatral de la película.

## Lista de canciones
Todas las canciones compuestas por George Harrison excepto donde se anota.

### Disco uno
1. "Sarve Shaam" (Ravi Shankar) – 3:18
2. "Your Eyes (Sitar Solo)" (Ravi Shankar) – 8:23
  - Interpretada por Anoushka Shankar
3. "The Inner Light" – 3:02
  - Interpretada por Jeff Lynne y Anoushka Shankar
4. "Arpan" (Ravi Shankar) – 23:02
  - Concucido por Anoushka Shankar

### Disco dos
1. "I Want to Tell You" – 2:53
  - Interpretado por Jeff Lynne
2. "If I Needed Someone" – 2:29
  - Interpretado por Eric Clapton
3. "Old Brown Shoe" – 3:48
  - Interpretado por Gary Brooker
4. "Give Me Love (Give Me Peace on Earth)" – 3:29
  - Interpretado por by Jeff Lynne
5. "Beware of Darkness" – 4:01 
  - Interpretado por Eric Clapton
6. "Here Comes the Sun" – 3:09
  - Interpretado por Joe Brown
7. "That's the Way It Goes" – 3:40
  - Interpretado por Joe Brown
8. "Taxman" – 3:11
  - Interpretado por Tom Petty and the Heartbreakers
9. "I Need You" – 3:00
  - Interpretado por Tom Petty and the Heartbreakers
10. "Handle With Care" (Harrison, Bob Dylan, Jeff Lynne, Tom Petty, Roy Orbison) – 3:27
  - Interpretado por Tom Petty and the Heartbreakers con Jeff Lynne y Dhani Harrison
11. "Isn't It a Pity" – 6:58 / 
  - Interpretado por Billy Preston
12. "Photograph" (Harrison, Richard Starkey) – 3:57
  - Interpretado por Ringo Starr
13. "Honey Don't" (Carl Perkins) – 3:04
  - Interpretado por Ringo Starr
14. "For You Blue" – 3:05
  - Interpretado por Paul McCartney
15. "Something" – 4:26
  - Interpretado por Paul McCartney y Eric Clapton
16. "All Things Must Pass" – 3:33
  - Interpretado por Paul McCartney
17. "While My Guitar Gently Weeps" – 5:57
  - Interpretado por Paul McCartney y Eric Clapton
18. "My Sweet Lord" – 5:03
  - Interpretado por Billy Preston
19. "Wah-Wah" – 6:06 
  - Interpretado por Eric Clapton / Jeff Lyne
20. "I'll See You in My Dreams" (Isham Jones, Gus Kahn) – 4:02
  - Interpretado por Joe Brown